# Coutts
Coutts är en ort i Kanada.   Den ligger i provinsen Alberta, i den södra delen av landet, 2 700 km väster om huvudstaden Ottawa. Coutts ligger 1 076 meter över havet och antalet invånare är 305.
Terrängen runt Coutts är platt. Trakten runt Coutts är nära nog obefolkad, med mindre än två invånare per kvadratkilometer.. Närmaste större samhälle är Milk River, 18,7 km nordväst om Coutts.
Trakten runt Coutts består i huvudsak av gräsmarker.